# Chiclitaggstjärt
Chiclitaggstjärt (Synallaxis spixi) är en fågel i familjen ugnfåglar inom ordningen tättingar.

## Utbredning och systematik
Fågeln förekommer i sydöstra Brasilien, östra Paraguay, Uruguay och nordöstra Argentina. Den behandlas som monotypisk, det vill säga att den inte delas in i några underarter.

## Status
IUCN kategoriserar arten som livskraftig.